# STS-126
إس تي إس-126 (بالإنجليزية: STS-126)‏ الرحلة الرابعة والعشرون بعد المائة ضمن برنامج مكوك الفضاء لوكالة ناسا، والرحلة الثانية والعشرون على متن مكوك الفضاء إنديفور، انطلقت الرحلة في 15 نوفمبر سنة 2008 من مركز كينيدي للفضاء ، وهبطت بتاريخ 30 نوفمبر في قاعدة إدواردز الجوية بعد أن كان مقرراً لها الهبوك في مركز كينيدي لكن لسوء الأحوال الجوية هبطت في قاعدة إدواردز الجوية، بعد خمسة عشر يوماً وساعتين مكثتها الرحلة في الفضاء، تم خلال الرحلة الرسو على محطة الفضاء الدولية وتسليم معدات امدادات لوجستية للمحطة واصلاح بعض المشاكل، وتم خلال الرحلة كذلك إجراء عدد من عملية سير في الفضاء، بلغ عدد الرواد المشاركين في الرحلة سبعة رواد.